# Kåltasaiva
Kåltasaiva är en sjö i Gällivare kommun i Lappland och ingår i Luleälvens huvudavrinningsområde. Sjön har en area på 0,512 kvadratkilometer och ligger 511 meter över havet. Kåltasaiva ligger i Sjaunja Natura 2000-område. Sjön avvattnas av vattendraget Kåltajåkka.

## Delavrinningsområde
Kåltasaiva ingår i det delavrinningsområde (748090-166541) som SMHI kallar för Utloppet av Kåltasaiva. Medelhöjden är 599 meter över havet och ytan är 7,62 kvadratkilometer. Det finns inga avrinningsområden uppströms utan avrinningsområdet är högsta punkten. Kåltajåkka som avvattnar avrinningsområdet har biflödesordning 3, vilket innebär att vattnet flödar genom totalt 3 vattendrag innan det når havet efter 291 kilometer. Avrinningsområdet består mestadels av skog (53 procent) och kalfjäll (33 procent). Avrinningsområdet har 0,58 kvadratkilometer vattenytor vilket ger det en sjöprocent på 7,6 procent.